# Federação das Indústrias do Estado do Rio Grande do Sul

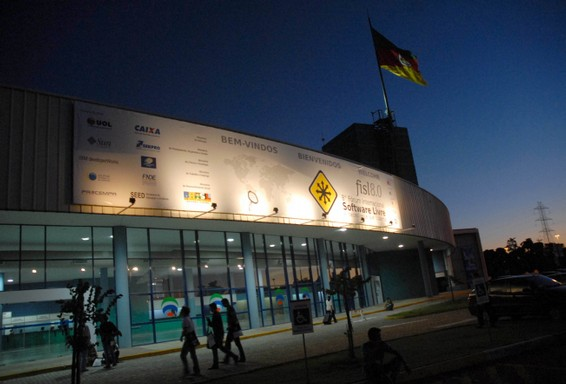
Entrada do salão de convenções da Federação das Indústrias do Estado do Rio Grande do Sul

A Federação das Indústrias do Estado do Rio Grande do Sul (FIERGS) é a representação do empresariado industrial gaúcho e suas ações estão voltadas para a promoção e o desenvolvimento da economia do Estado e do País, assumindo o compromisso de constituir-se de uma fonte de instrumentos de competitividade. Situa-se na capital do estado, Porto Alegre.
Fundado em 7 de novembro de 1930 com o nome de Centro da Indústria Fabril, passou mais tarde a se chamar Centro das Indústrias do Rio Grande do Sul (CIERGS).
O Sistema FIERGS inclui sindicatos patronais, indústrias regionais e nacionais, empresas, câmaras e associações de comércio, indústria e serviços. Em 2017, era presidida por Heitor Müller. Posteriormente, foi presidida interinamente por Gilberto Ribeiro.

## Centro de eventos
A Fiergs abriga um dos maiores centro de eventos do Rio Grande do Sul e é palco de diversos tipos de eventos, como convenções, shows e feiras. Fazem parte do complexo Fiergs, o Teatro do Sesi, o pavilhão de eventos e o estacionamento. Abaixo, uma lista de alguns dos artistas que já se apresentaram no complexo.
| Data                   | Artista            | Espaço         | Detalhes                            | Público |
| ---------------------- | ------------------ | -------------- | ----------------------------------- | ------- |
| 8 de novembro de 2006  | Black Eyed Peas    | Pavilhão       | Monkey Business Tour                | -       |
| 4 de março de 2008     | Julio Iglesias     | Teatro do Sesi | "Tour Brasil 2008"                  | -       |
| 1 de maio de 2008      | Atlântida Festival | Pavilhão       | Festival de Música                  | -       |
| 8 de maio de 2009      | Atlântida Festival | Pavilhão       | Festival de Música                  | -       |
| 17 de maio de 2009     | Dionne Warwick     | Teatro do Sesi | "Dionne convida Gal Costa"          | -       |
| 16 de março de 2010    | Guns N' Roses      | Estacionamento | Chinese Democracy World Tour        | -       |
| 17 de abril de 2010    | Dionne Warwick     | Teatro do Sesi |                                     | -       |
| 1 de maio de 2010      | Atlântida Festival | Pavilhão       | Festival de Música                  | -       |
| 27 de maio de 2010     | Aerosmith          | Estacionamento | "Cocked, Locked Ready to Rock Tour" | -       |
| 15 de outubro de 2010  | Gotan Project      | Teatro do Sesi | TANGO 3.0                           | -       |
| 23 de outubro de 2010  | Erick Morillo      | Pavilhão       |                                     | -       |
| 30 de outubro de 2010  | Black Eyed Peas    | Estacionamento | The E.N.D. World Tour               | 12,056  |
| 15 de março de 2011    | Ziggy Marley       | Estacionamento | "POP Music Festival"                | -       |
| 15 de março de 2011    | Train              | Estacionamento | "POP Music Festival"                | -       |
| 15 de março de 2011    | Shakira            | Estacionamento | The Sun Comes Out Tour              | -       |
| 30 de abril de 2011    | Atlântida Festival | Pavilhão       | Festival de Música                  | -       |
| 6 de outubro de 2011   | Eric Clapton       | Estacionamento | "South America Tour"                | -       |
| 20 de outubro de 2011  | Julio Iglesias     | Teatro do Sesi |                                     | -       |
| 16 de janeiro de 2012  | James Blunt        | Teatro do Sesi | "Some Kind of Trouble World Tour"   | -       |
| 7 de outubro de 2012   | Yanni              | Teatro do Sesi |                                     | -       |
| 13 de novembro de 2012 | Lady Gaga          | Estacionamento | The Born This Way Ball Tour         | 9.918   |
| 9 de outubro de 2013   | Black Sabbath      | Estacionamento | Black Sabbath Reunion Tour          | -       |
| 3 de abril de 2014     | Guns N' Roses      | Pavilhão       | Appetite for Democracy Tour         | -       |
| 21 de janeiro de 2015  | Foo Fighters       | Estacionamento | Sonic Highways World Tour           | -       |
| 9 de março de 2016     | Maroon 5           | Estacionamento | V World Tour                        | 29,929  |